# Di Giovanni (famiglia)
I di Giovanni (o Giovanni) sono una famiglia nobile siciliana di origine catalana, di derivazione imperiale. La famiglia, portata in Sicilia nel XIV secolo, fu particolarmente potente a Messina, città nella quale i suoi esponenti ricoprirono le maggiori cariche politiche.
Si suddivise in tre linee, quella dei Principi di Trecastagni (1641), dei Duchi di Saponara (1682), e dei Marchesi di Solazzo e Duchi di Precacuore (1699), delle quali è fiorente solo l'ultima.

## Storia
La dinastia fu portata in Sicilia alla fine nel XIV secolo dal cavaliere Giovanni di Giovanni dei signori di Tus, Camet e Íscar, originario di Valencia ed appartenente a nobile famiglia che vanta discendere dall'imperatore bizantino Michele il Balbo. Secondo altre fonti deriverebbe invece dalla famiglia Centelles. Detto Giovanni si stabilì in Messina, al tempo in cui la Sicilia era sotto il regno di Pietro d'Aragona, che servì nelle guerre contro gli Angioini. Fu padre di Andrea, che per i servigi e i meriti conseguiti dal padre in ambito militare, ebbe concesso il feudo di Alfano dal re Federico III di Sicilia. Ad Andrea, succedette nella baronia di Alfano il figlio Petruccio, che fu tesoriere del Regno di Sicilia nel 1374. Detto Petruccio fu padre di Antonio, Filippo e Simone. Antonio, fu senatore di Messina nel 1417, 1422, 1432 e 1440, e non lasciò discendenza. Da Simone nacquero i fratelli Salvo e Tuccio, dai quali derivarono le linee moderne della famiglia.
Salvo fu senatore di Messina nel 1462, e fu padre di Giacomo che ricoprì la medesima carica civica nel 1517 e 1519, e di Giovanni Paolo, che fu astrologo e ambasciatore a Messina del Viceré di Sicilia, e di Angelo, che fu senatore di Messina nel 1529, 1531, 1537 e 1548. Il maggiore, Giacomo, sposò Medulla di Giovanni, e fu padre di Francesco, senatore di Messina nel 1562. Da questi nacque Cesare, sposato con Agata Abbate, figlia di Palmiero, signore di Favignana, da cui ebbe Francesco, senatore di Messina nel 1598 e 1604, colonnello comandante di 4.000 fanti e maestro di campo contro la flotta turca comandata da Scipione Cicala che nel 1604 attaccò Reggio Calabria. Fu inoltre principe della Congregazione della Stella di Messina nel 1608 e nel 1616. Francesco di Giovanni Abbate fu padre di Cesare, Palmiero, Antonio e Andrea. Palmiero di Giovanni, fu senatore di Messina nel 1619, 1623, 1627, 1631, 1635, 1639, 1645 e 1646, capitano d'armi di detta città, maestro di "Prova" della Regia Zecca, e principe dell'Accademia della Stella nel 1635. Nel 1606, ebbe investitura del titolo di Barone del Sollazzo, titolo feudale pervenutogli dalla terza moglie Anna Maria del Giudice Minutolo, figlia di Francesco. Da costei, ebbe otto figli, tra cui Francesco e Andrea. Il primo combatté contro gli Spagnoli nella rivolta messinese del 1674-78, il secondo, cavaliere dell'Ordine di Malta, prese parte alla Guerra di Candia, dove si distinse e perciò nominato luogotenente e ricevitore del Gran priorato di Messina. Il casato venne iscritto nella mastra nobile messinese del Mollica dal 1591 al 1606.
Tuccio di Giovanni sposato con Tonna de Alfinis, fu padre di Nicolò, giudice di Messina nel 1496, Giovanni, senatore di Messina nel 1461, ed Antonio. Nicolò fu padre di Mariano, Antonio e Merulla. Mariano, fu tra i principali organizzatori a Messina della rivolta del 1516 contro il viceré Hugo de Moncada, e sposato con la nobildonna Francesca Gioeni, fu padre di Nicolò, Bernardo, Sebastiano e Scipione. Scipione di Giovanni Gioeni, patrizio di Messina e governatore della locale Compagnia dei Bianchi nel 1590, sposò la nobildonna genovese Brigida Giustiniani, figlia di Melchiorre, da cui ebbe i figli Domenico e Placido.  Da Domenico ebbe origine la linea dei Principi di Trecastagni; Placido († 1637), nel 1621 acquisì in dote la terra di Castrorao attraverso il matrimonio con la nobildonna Antonia Rao Petruso, baronessa di Castrorao, e con privilegio dato a 6 novembre 1632 dal re Filippo III di Spagna, esecutoriato il 6 giugno 1633, ebbe investitura del titolo di I principe di Castrorao.

## Rami
Dai fratelli Salvo e Tuccio di Giovanni derivarono le linee moderne della famiglia. Nello specifico, dai discendenti di Tuccio ebbero origine i rami dei Principi di Trecastagni (1641) e dei Duchi di Saponara (1682), da quelli di Salvo il ramo dei Marchesi di Sollazzo e Duchi di Precacuore (1699), dei quali è fiorente solo quest'ultimo.
Principi di Trecastagni
Domenico di Giovanni Giustiniani († 1669), banchiere, accumulò un ingente patrimonio e nel 1640 acquistò dal Senato di Catania i casali di Trecastagni e Viagrande, nel Val Demone, su cui con privilegio dato il 15 febbraio 1641 dal re Filippo IV di Spagna, esecutoriato il 14 aprile, ebbe investitura del titolo di I principe di Trecastagni e signore di Viagrande, con il diritto di mero e misto imperio. Sposò la nobildonna Girolama Salvarezzo Bado, figlia di Giovanni, da cui ebbe i figli Scipione, Vincenzo, Angela, Placido, Giovanni e Mario.
Il primogenito Scipione, II principe di Trecastagni († 1700), nel 1652 sposò la nobildonna Anna Maria Micciché Cannizzaro, figlia di Vincenzo, signore di La Gatta, e il matrimonio gli portò in dote le baronie di Mastra, Conforto e Gatta. Dall'unione nacquero quattro figli, di cui l'unico maschio fu Domenico. Il secondogenito Vincenzo († 1691), fu erede della baronia di Saponara, che il Principe Domenico acquistò nel 1660. I tre figli cadetti intrapresero la carriera ecclesiastica: Placido († 1694), fu archimandrita di Messina e vescovo di Siracusa; Giovanni († 1700) e Mario († 1674) furono cavalieri dell'Ordine di Malta, rispettivamente dal 1640 e dal 1656.
Domenico di Giovanni Micciché († 1696), figlio del Principe Scipione, sposò la nobildonna Isabella Morra Cottone, unica figlia ed erede di Francesco, principe di Buccheri, ed attraverso questa unione i Di Giovanni acquisirono in dote il Principato di Buccheri, il Principato di Castronovo, la Signoria di Merì, le baronie di Girgia e di Fioristella. Premorto al padre, non poté succedere a questi nei titoli e nei feudi della famiglia, e lasciò due figlie, Anna Maria (1695-1777) e Francesca, con la prima che succedette al nonno. Il ramo principesco della famiglia Di Giovanni si estinse in linea maschile diretta, e Anna Maria di Giovanni Morra, III principessa di Trecastagni, nel 1710 sposò Giuseppe Alliata Colonna Romano, IV principe di Villafranca, e per effetto di tale unione, dopo la morte di costei, tutti i titoli e i feudi ereditati passarono per successione agli Alliata. La Principessa di Trecastagni, fu Dama della Crocera dell'Ordine di Malta, per i grandi servizi ed atti di benemerenza praticati verso l'ordine.
Duchi di Saponara
Deriva dai Principi di Trecastagni e capostipite fu Vincenzo Di Giovanni Salvarezzo († 1691), figlio secondogenito di Domenico, I principe di Trecastagni, da cui ereditò, per testamento reso pubblico l'11 maggio 1666, la terra di Saponara, di cui si investì barone. Per privilegio dato dal re Carlo II di Spagna il 2 ottobre 1682, esecutoriato il 29 gennaio 1685, ebbe investitura del titolo di I duca di Saponara. Fu governatore della Compagnia dei Santissimi Apostoli Simone e Giuda di San Girolamo di Messina nel 1685. Sposò la nobildonna Girolama Zappata de Tassis Lentini, da cui ebbe un solo figlio, Domenico, II duca di Saponara († 1703), governatore della Compagnia dei Santissimi Apostoli Simone e Giuda di San Girolamo di Messina nel 1705, che dalla sua prima unione con la nobildonna Elisabetta di Napoli Barresi, figlia di Pietro, principe di Resuttana, ebbe il figlio Vincenzo.
Vincenzo di Giovanni Napoli, III duca di Saponara († 1730), fu consigliere aulico di Stato e protonotaro del Regno, e dall'imperatore Carlo VI d'Asburgo ricevette la dignità di Principe del Sacro Romano Impero col trattamento di Sua Altezza Reale, e la qualifica di regio consanguineo perché discendente da famiglia di origine imperiale, con diploma del 27 settembre 1723. Acquistò il titolo allodiale di Principe di Montereale, di cui fu investito l'11 luglio 1701, e fu governatore della Compagnia degli Azzurri di Messina nel 1714. Ereditò l'ufficio di Corriere maggiore del Regno dalla famiglia della nonna paterna, gli Zappata, che lo possedevano dal 1594 per privilegio dato dall'imperatore Carlo V d'Asburgo. Sposò la nobildonna Flavia Pagano Lombardo, figlia unica di Antonino Filiberto, principe di Ucrìa, ed attraverso questa unione conseguì il possesso maritali nomine del Principato di Ucrìa, della Baronia di Santa Domenica e della Signoria di Gurafi Occidentale. Padre di quattro figli, l'unico maschio, Domenico, sposato con Rosalia Alliata Bonanno, figlia di Giuseppe, IV principe di Villafranca, gli premorì senza figli, e pertanto alla morte del Duca Vincenzo nel 1730, tutti i titoli e i feudi furono ereditati dalla figlia Vittoria, IV duchessa di Saponara (1712-1783), che fu moglie di Domenico Alliata di Giovanni, V principe di Villafranca, ed attraverso costei passarono per successione agli Alliata. Detta Vittoria fu dama di corte di Maria Amalia di Sassonia, regina consorte di Napoli e di Sicilia. Donò il titolo di Principe di Montereale a Pietro Moncada La Rocca dei Principi di Calvaruso, cognato della sorella Girolama, che lo commutò nel titolo di Principe di Castelbianco e Montecateno di cui fu investito nel 1744.
Marchesi di Sollazzo e Duchi di Precacuore
Palmiero di Giovanni e di Giovanni, III barone di Sollazzo († 1744), figlio di Francesco, per i meriti conseguiti in campo militare dal padre e dagli altri suoi avi, con real dispaccio del 1º marzo 1696 del re Carlo II di Spagna, esecutoriato il 17 giugno 1699, fu investito del titolo di I marchese di Sollazzo.
Francesco di Giovanni Ruffo, II marchese di Sollazzo (1713-1759), figlio primogenito di Palmiero, nel 1734 sposò la nobildonna Laura Tranfo, figlia di Giuseppe Antonio, principe di Casalito, da cui ricevette in dono il titolo di Duca di Precacuore. Fu prefetto della congregazione dei nobili legata ai gesuiti di Messina, nonché governatore degli Azzurri nel 1750-54, e nel 1759 il re Carlo II di Borbone lo investì del titolo di Duca della Pignara. Furono suoi figli Andrea, cavaliere dell'Ordine di Malta dal 1754, e di Letterio Palmiero, III marchese di Sollazzo.
Il titolo di Marchese di Sollazzo passò nel 1774 in dote alla famiglia Inguaggiato, per via del matrimonio tra Laura di Giovanni del Pozzo (1756-1818), figlia di Letterio Palmiero, III marchese di Sollazzo (1734-1821) - da cui aveva ricevuto in donazione il titolo - e Claudio Sigismondo Inguaggiato dei baroni di Donniligi. La linea proseguì attraverso i discendenti di Giovanni, figlio cadetto del Marchese Letterio, senatore di Messina nel 1798-99, governatore della Confraternita degli Azzurri dal 1800 al 1809, che acquistò i feudi di Cicera e di Vescara da Saverio Oneto, duca di Sperlinga, su cui il 4 ottobre 1809 ebbe investitura del titolo di barone. Detto Giovanni, sposò Anna Piccolo Loffredo, figlia del Marchese Agostino, da cui ebbe cinque figli, e che gli portò in dote il titolo di Marchese Piccolo per la morte senza eredi del nipote Agostino.
I titoli di casa Di Giovanni ottennero legale riconoscimento dal Regno d'Italia con decreto ministeriale del 6 settembre 1907 in persona del duca Francesco Di Giovanni, figlio di Giovanni.

## Titoli
La famiglia di Giovanni dei Marchesi di Sollazzo e Duchi di Precacuore, ramo ancora fiorente della famiglia, possiede i seguenti titoli nobiliari: 
- Duca di Precacuore
- Marchese
- Marchese di Sollazzo
- Barone di Cicera
- Barone di Vescara

## Stemma
- Blasonatura: d'azzurro, alla spiga di frumento d'oro, trattenuta da due leoni contra-rampanti e coronati dal medesimo, nodrita sovra una zolla naturale, movente dalla punta.[4][32]
- Cimiero: un'aquila uscente spiegata di nero, linguata di rosso, imbeccata e coronata d'oro. Lo scudo accollato dalla Gran croce di Malta.[32]